# Pont-levant des Aguesses
Le pont-levant des Aguesses, ou pont-levant Marcotty ou simplement pont Marcotty, est un pont-levant situé sur le canal de l'Ourthe. L'ouvrage fut construit en 1852 et classé comme monument le 20 mai 1983.

## Situation
Le pont-levant franchit le canal de l'Ourthe pour rejoindre, sur la rive gauche, la rue des Aguesses, et sur sa rive droite, la rue Joseph Marcotty. Sur la rive droite se trouve la maison du pontonnier et de tête de garde du canal.

## Histoire
Avant que le pont soit construit, un moulin se tenait à sa place; il fut remblayé dès le début du XXe siècle. Le canal de l'Ourthe fut alors creusé par les Hollandais et le pont fut donc construit après l'indépendance de la Belgique.

## Infrastructure
Le pont en lui-même est un ouvrage en métal peint composé d'un tablier mobile en bois pouvant être levé et actionné manuellement, ce qui fait de ce pont l'unique ouvrage de la sorte en province de Liège.